# Kaliman I av Bulgarien
Kaliman I av Bulgarien, död 1246, var Bulgariens regent från 1241 till 1246.